# Зелений Гай (Смирновська сільська громада)
Зелений Гай — село в Україні, у Смирновській сільській громаді Пологівського району Запорізької області. Населення становить 244 осіб.

## Географія
Село Зелений Гай знаходиться між річками Мокра Кінська і Суха Кінська (1,5 км), на відстані 2,5 км від села Зразкове. Селом протікає пересихаючий струмок з загатою.

## Історія
12 червня 2020 року, відповідно до Розпорядження Кабінету Міністрів України від № 713-р «Про визначення адміністративних центрів та затвердження територій територіальних громад Запорізької області», увійшло до складу Смирновської сільської громади.
19 липня 2020 року, в результаті адміністративно-територіальної реформи і ліквідації Більмацького району, село увійшло до складу Пологівського району.